# Cseke Péter (színművész)
Cseke Péter (Nagyvárad, 1953. október 3. –) Kossuth- és Jászai Mari-díjas magyar színész, rendező, színházigazgató, egyetemi tanár, érdemes művész. Cseke Sándor színész fia.

## Életpályája
Szülei színészek: Cseke Sándor és Riedinger Beatrix (Révi Bea). 1965 óta él Magyarországon.
Főiskolai tanulmányait a Színház- és Filmművészeti Főiskolán végezte 1972–1976 között. Osztályfőnöke Szinetár Miklós volt.
1976–1981 között a debreceni Csokonai Színház, 1981–1990 között a Madách Színház, 1990–1992 között pedig a Nemzeti Színház tagja volt. 1992–2008 között szabadfoglalkozású volt.
1994–1997 között a Színház- és Filmművészeti Főiskolán tanított Szinetár Miklós mellett tanársegédként.
2001–2005 között a Magyar Táncművészeti Főiskola tanára volt. 2003–2007 között a Színház és Filmművészeti Egyetem Doktori Iskolájának diákja volt. 2012-ben DLA fokozatot szerzett a Színház- és Filmművészeti Egyetemen. 2016-tól Kaposvári Egyetem Művészeti Karának docenseként a színész osztály vezető tanára.
2004–2008 között a Turay Ida Színház főrendezője. 2008-ban megválasztották a Kecskeméti Katona József Nemzeti Színház igazgatójának. 2017-ben újabb öt évre kinevezték a teátrum élére. Megbízatása 2023. január 31-ig szól.  A kecskeméti Katona József Színház 2020. január 1-től Nemzeti Színházként működik. 
2022. október 5-én újabb öt évre, 2028. január 31-éig kapott megbízást a Kecskeméti Katona József Nemzeti Színház vezetésére. Ezzel összesen 20 évig vezeti a Kecskeméti Katona József Nemzeti Színházat, amivel megdönti Radó Vilmos korábbi igazgató rekordját.
2013. januárjától a Keresztény Kulturális Akadémia tagja.
2014. januárjától a Magyar Művészeti Akadémia levelező tagjai közé választották.
2016-tól 2019-ig a POSZT Szakmai Tanácsadó Testületének tagja volt.
2016-tól 2020-ig az NKA Színházi kuratóriumának tagjává nevezték ki.
2017-ben a Kaposvári Egyetem docense.
2017-ben Megyei Príma díjat kapott.
2017-től a Pesti Vigadó Nonprofit Kft. Felügyelőbizottságának tagja.
2018-ban a Magyar Teátrumi Társaság alelnökévé választották.
2019-ben a Magyar Művészeti Akadémia rendes tagjai közé választották.
2020-ban Magyarország Érdemes Művésze díjjal tüntették ki.
2021-ben a Polgári Művelődésért Alapítvány Kuratóriumának tagja lett.
2021. március 15-én Kossuth-díjat vehetett át.
Pályája elején a fiatal hős szerepkört töltötte be, később sikerrel játszott karakterszerepeket is. Játékstílusa könnyed a prózai, az énekes és a táncos szerepekben egyaránt. 1992 óta rendezőként számos műfajban alkot.

## Magánélete
1982-ben házasodott össze Sára Bernadette színésznővel. Két lányuk született; Sára (1983) és Dorottya (1986).

## Színházi szerepei
A Színházi Adattárban regisztrált bemutatóinak száma: 115.
- Kazimir-Ortutay: Ezeregyéjszaka
- Carlo Goldoni: Nyaralni mindenáron... Luigi
- Plenzdorf: Az ifjú W. újabb szenvedései... Dieter
- Beaumarchais: Figaro házassága... Don Gusman Mamlasz; Figaro
- Csurka István: Eredeti helyszín
- Vörösmarty Mihály: Csongor és Tünde... Kurrah; Balga
- Kander–Ebb-Masteroff: Kabaré... Konferanszié
- William Shakespeare: Hamlet, dán királyfi... Horatio
- Szép Ernő: Lila ákác... Csacsinszky Pali
- Puskin: Anyegin... Anyegin
- Csehov: Három nővér... Tuzenbach
- Páskándi Géza: A diákbolondító, vagy sok lúd disznót győz, avagyfinomabban Bábuk közt egy ember... Parádi Marci
- Hervé: Nebáncsvirág... Floridor-Celestin
- Barta Lajos: A sötét ház... Rudi
- Benjamin Jonson: Volpone... Mosca
- Ödön von Horváth: Kazimir és Karolin... Kazimir
- Csurka István: Házmestersirató... Herceg Pista
- Illés Endre: Törtetők... Beniczky Ádám
- Dürrenmatt: János király... A Fattyú
- Poliakoff: Cukorváros... Leonard Brazil
- Zorin: Varsói melódia
- Csiky Gergely: Mukányi... Kozák Manó
- Slade: Jutalomjáték... Jud Templeton
- William Shakespeare: A makrancos hölgy avagy Boszorkányszelídítés... Tranio
- Szabó Magda: A csata... Kálmán
- Dóczy Lajos: Csók... Sever[12]
- Mikszáth Kálmán: A Noszty fiú esete Tóth Marival... Noszty Feri
- Háy Gyula: Isten, császár, paraszt... Hohenzollern Frigyes
- Andrew Lloyd Webber: Macskák... Elvisz Trén
- Mirande-Mouezy-Eon: Uraim, csak egymás után... Alfons
- Szabó Magda: Béla király... Márk
- Wesker: A királynő katonái... Pip Thomson
- Polgár András: Töltsön egy estét a Fehér Rózsában... Büki
- Szigeti József: A vén bakancsos és fia a huszár... Laci
- Cooney: Páratlan páros/Páratlan páros 2... John Smith
- Szabó Magda: Szent Bertalan nappala... Ifjúsági titkár Lengyel
- Camus: Caligula... Caligula
- Békés Pál: A női partőrség szeme láttára... Torda Milán
- Tolcsvay László: Doctor Herz... Strasser ezredes
- De Filippo: Vannak még kísértetek!... Alfredo Marigliano
- William Shakespeare: Lear... Börtönorvos
- Weöres Sándor: A kétfejű fenevad... Márton deák; 3. Janicsár; Dervis; Orkhán; Korbách Farkas; Badeni Lajos őrgróf
- Müller Péter: Szemenszedett igazság... Hector Revalier
- George Bernard Shaw: Sosem lehet tudni... Philip
- Kopit: Jaj, apu, szegény apu, a szekrénybe beakasztott tégedet az anyu, s az én pici szívem olyan szomorú... Jonathan
- Szigligeti Ede: Liliomfi... Liliomfi
- Shaffer: Játék a sötétben... Brindsley Miller
- Ayckbourn: Hálószobakomédia... Trevor
- Kaufman–Hart: Egyszer az életben... Jerry
- Fierstein: Kakukktojás... Arnold
- Foissy: Öbölből vödörbe... Férfi
- Geyer: Gyertyafénykeringő... Gaston
- Knott: Várj, míg sötét lesz!... Mike
- Bergman: Társasjáték New Yorkban... David
- Tolcsvay László: Isten pénze... Fred
- Cseke-Hűvösvölgyi-Rátonyi: Kétszemélyes bolondságok
- Poiret: Őrült nők ketrece... Albin
- Szakonyi-Karinthy: Ki a normális? avagy A marha férj
- Neil Simon: Mezítláb a parkban... Paul Bratter
- Simon: Pletyka... Ken Gorman
- Frayn: Kész komédia
- Müller Péter: Lugosi (a vámpír árnyéka)... Ed Wood filmrendező
- William Shakespeare: Harmadik Richárd... Richárd
- Margulies: Vacsora négyesben... Gabe
- Székely János: Caligula helytartója... Probus egy másik, szemmel láthatóan germán származású segédtiszt
- Békeffy-Stella: Janika... Fenek Jenő
- Maugham: Imádok férjhez menni... Frederick Lawndes
- Wasserman: Kakukkfészek... Dale Harding
- Szenes-Békeffy: Az okos mama... Dr. Havas Ervin
- Ludwig: Mi van a szoknya alatt? avagy a káprázatos kisasszonyok... Jack Gable
- Gyárfás Miklós: Butaságom története... Forbáth György
- Eliot: Koktél hatkor... Alexander MacColgie Gibbs
- Letraz: Tombol az erény... Leonard
- Rideg Sándor: Indul a bakterház... Piócás
- Cooney: Nem ér a nevem...Eric Swan
- Ray Cooney: Család ellen nincs orvosság... Dr. David Mortimor

## Színházi rendezései
A Színházi Adattárban regisztrált bemutatóinak száma: 43.
- Cooney: Páratlan páros (1991)
- Csukás István: Ágacska (1993)
- Juhász István: Feri világgá megy (1994)
- Geyer: Gyertyafénykeringő (1995, 1998)
- Fazekas Mihály–Schwajda György: Ludas Matyi (1996)
- Fierstein: Elvarratlan szálak (1996)
- Carroll: Alice Csodaországban (1997)
- Romhányi József: Hamupipőke (1998)
- Szép Ernő: Vőlegény (1998)
- Görgey Gábor: Ünnepi ügyelet (2000)
- Görgey Gábor: Wiener Waltzer (2000)
- William Shakespeare: Harmadik Richárd (2000, 2011)
- Kästner: Emil és a detektívek (2001)
- Molnár Ferenc: Játék a kastélyban (2001, 2008-2009)
- Katajev: Bolond vasárnap (2001)
- Grimm: Holle anyó (2002)
- Feydeau: A női szabó (2002)
- Békeffy-Stella: Janika (2002, 2007)
- Lázár Ervin: A négyszögletű kerek erdő - avagy a játéknak soha nincs vége (2003)
- Maugham: Dzsungel (2004)
- Szenes-Békeffy: Az okos mama (2004)
- Békés Pál: A kétbalkezes varázsló (2004)
- Coward: Vidám kísértet (2004)
- Ludwig: Mi van a szoknya alatt? avagy a káprázatos kisasszonyok (2004, 2011)
- Axelrod: Goodbye Charlie (2005)
- Vajda Anikó: Őrült nász avagy esküvő a lokálban (2005)
- Bethencourt: A new york-i páparablás (2006)
- Csurka István: Döglött aknák (2006)
- Letraz: Tombol az erény (2007)
- Gábor Andor: Dollárpapa (2007)
- Rideg Sándor: Indul a bakterház (2007-2009)
- Portner: Hajmeresztő (2008)
- Visky András: Megöltem az anyámat (2008)
- Lázár Ervin: A négyszögletű kerek erdő (2010)
- Wojtyła: Az aranyműves boltja (2010)
- Tormay Cécile: A régi ház (2011)
- Agatha Christie: Az egérfogó (2011
- Kocsis L. Mihály: Újvilág passió (2012)
- Németh Virág: Lesz vigasz? (2012)
- Ray Cooney: Páratlan páros 1. és 2. (2013, 2014)
- Peter Buckman: Most mindenki együtt (2013)
- Poljakov: Párcsere (2014)
- Szente-Bolba-Galambos: Csoportterápia (2015)
- Németh Virág: Borban él az élet (2015)
- Rossini-Németh Virág: És közben szól a dal (2015)
- Ulrich Hub: Nyolckor a bárkán (2015)
- Camoletti: Boeing, boeing (2016)
- Méhes-Németh: Micsoda társaság! (2016)
- Vajda-Bradányi: Pimasz angyalok (2016)
- Ray Cooney: Család ellen nincs orvosság (2017)
- Donizetti-Németh: Manóvizsga (2017)
- Andersen-Németh: Hókirálynő (2017)
- Szörényi-Bródy-Sarkadi-Ivánka: Kőműves Kelemen (2018)
- Molnár Ferenc: A testőr (2018)
- Francis Veber: Balfácánt vacsorára! (2019)
- Schwajda György: Ballada a 301-es parcella bolondjáról (2019)
- Mozart-Németh: Túl az Óperencián (2019)
- Madách Imre: Az ember tragédiája junior (2020)
- Donizetti: A csengő (2021)
- Tóth Kata-Varga Huszti Máté: A jegesmedve szerelmese (2021)
- Fedinand von Schirach: Terror (2021)
- Szikora-Lezsák-Zsuffa: Az Ég tartja a Földet 2022
- Jean de Letraz: Tombol az erény (2022)

## Filmjei

### Játékfilmek
- Holnap lesz fácán (1974)
- Az idők kezdetén (1975)
- A kard (1977) – Ifj. Bojti
- Ideiglenes paradicsom (1981)
- Rohanj velem! (1982)
- Gyertek el a névnapomra (1983) – Attila
- Szirmok, virágok, koszorúk (1984) – Osztrák hadnagy
- Az agglegény (1990)
- Ezüstnitrát (1996)
- Igazából apa (2010) – Dr. Balla
- Vége (2010)
- Magunk maradtunk (2022)

### Tévéfilmek, televíziós sorozatok
- A gonosztevő (1974)
- Bach Arnstadtban (1975) – Gimnazista
- Hátország (1976) – Péter
- Hungária Kávéház (1976)
- II. Richárd (1976) – Henry Percy
- Petőfi 1-6. (1977) – Salkovits Károly
- Amerikai komédia (1978) – Hajópincér
- Lidérces álmok (1978)
- Félkész cirkusz (1978)
- Második otthonunk (1978)
- Cseresznyéskert (1979) – Jása
- Hogyan csináljunk karriert? (1981) – Glumov
- Akar velem játszani? (1982)
- Az út vége (1982)
- Héroszok pokoljárása (1982) – Mehmed
- Mint oldott kéve 1-7. (1982)
- A cornevillei harangok (1983; Zenés TV színház) – Grenicheux
- Erdő (1983)
- Ki ismeri őket, a nőket? (1983)
- Papucshős (1983) – Pubi, Gabi udvarlója
- A rágalom iskolája (1984) – Charles Surface
- Megbízható úriember (1984) – Imre
- Kémeri 1-5. (1985) – Z. Tóth
- Gyalogbéka (1985) – Gyalog Anti
- Sartorius úr házai (1985) – Trench doktor
- Egy szerelem három éjszakája (1986; Zenés TV színház) – Viktor
- A kertész kutyája (1986)
- A canterville-i kísértet (1987; Zenés TV színház) – Washington
- Nyolc évszak 1-8. (1987) – Zenthe Zsolt
- A nagy varázslat (1988) – Gennario
- Csere Rudi (1988)
- Fele királyságom (1988) – Papa
- Lumpáciusz Vagabundusz (1988) – Gyalu, ács / Kilávisz
- Motorbicikli (1988)
- Szomszédok (1989-1998) – Péter "Szöszi" Kecskeméti
- Rózsaszín sorozat (1991) – Lazzarino
- Három játék (1993) – Feri
- Zenés húsvét (1993)
- Szemben a Lánchíd oroszlánja (1994)
- Szent Gellért legendája (1994) – Német vitéz
- Erdélyi dekameron (1995) – Szentgyörgyi Tamás
- TV a város szélén (1998) – Gara Marcell
- 7-es csatorna (1999) – Operatőr
- Csipkerózsika (2010)

### Filmrendezései
- Csoportterápia (2022)[14]
- Karol Wojtyla: Az aranyműves boltja
- Tormay Cécile: A régi ház
- Schwajda György: Ballada a 301-es parcella bolondjáról

## Szinkronszerepei
- A bárányok hallgatnak: Dr. Frederick Chilton - Anthony Heald
- A bűnök városa: Acélfejű - Rick Dean
- A dicső tizenegy: Sam Harmon - Dean Martin
- A király testőre: Drummond őrmester - David Beecroft
- A leghosszabb nap: John Steele közlegény - Red Buttons
- A paradicsom: Winslow (A fantom) - William Finley
- A rémület partja: Ronnie - Rawley Valverde
- A vadon szava: Seze - Juan Luis Galiardo
- Békasuli: Sam - Corey Feldman
- Doktor Zsivágó: Pasha - Tom Courtenay
- Gyilkos a toronyházban: William Parrish - David Soul
- Halálos célpont: Charles Prince - Gary Daniels
- Hupikék törpikék Okoska magyar hangja
- Rocko Rocko magyar hangja
- Maci Laci kincset keres Egervin magyar hangja
- Meztelenek és bolondok: Loomis Birkhead kapitány - Tim Matheson
- Pénzt vagy életet!: Jim Hardy hajóstiszt - Andy Bradford
- Spartacus: Vér és homok Batiatus magyar hangja
- Spartacus: Az aréna istenei Batiatus magyar hangja
- Tűzszekerek: Lord Andrew Lindsay - Nigel Havers
- Grant kapitány gyermekei: John Mangles - Oleg Stefanko
- Jerry Maguire - A nagy hátraarc: Bob Sugar - Jay Mohr

## Hangjátékok
- Csipkerózsa
- Zimre Péter: Köszönjük, Mr. Bell! (1983)
- Tersánszky Józsi Jenő: A vízbefúlt csizmája (1983)
- Füst Milán: Catullus (1985)
- Karinthy Ferenc: Éljen és virágozzék! (1985)
- Kaló Flórián: Halló, ott vagy még? (1988)
- Nógrádi Gábor: Gyerekrablás a Palánk utcában (1989)
- Szép Ernő: Lila ákác (1997)
- Örkény István: Rózsakiállítás (2014)

## Díjai, elismerései
- Jászai Mari-díj (1990)
- Bilicsi-díj (2006)
- Klebelsberg-díj (2008)
- Vámos László-díj (2012)[15]
- Nádasdy Kálmán-díj (2014)
- Bács-Kiskun Megyei Prima-díj (2017)[16]
- Érdemes művész (2020)
- Kossuth-díj (2021)[17]
- A Kecskeméti Katona József Nemzeti Színház örökös tagja (2023)[18]